# プレイストアナクス
プレイストアナクス（古希: Πλειστοάναξ、古代ギリシア語ラテン翻字: Pleistoanax、在位：紀元前458年 - 紀元前445年、紀元前428年 - 紀元前409年）はアギス朝のスパルタ王である。

## 略歴・人物
プレイストアナクスは第二次ペルシア戦争のプラタイアの戦いでペルシア軍を破った王族の将軍パウサニアスの子である。プレイストアナクスは幼くして王位につき、子供の間は王族のニコメデスの後見を受けた。
プレイストアナクスはアテナイとの第一次ペロポネソス戦争を戦っていたが、その一方で平和を切望していた。そこで彼はエウボイアとメガラのアテナイへの反乱に際し、紀元前446年にペロポネソス軍を率いてアッティカに侵攻したものの、翌年には引き上げた。というのも、当時プレイストアナクスは若者だったのでその補佐としてクレアンドリデスが同行していたが、クレアンドリデスはペリクレスによって買収されたために、その結果スパルタ軍は撤退した。この事件によってクレアンドリデスは死刑を宣告されたものの逃亡し、王は払いきれないほどの罰金を課され、それを払えなかったために追放された。
紀元前428年、プレイストアナクスは呼び戻され、巫女を買収したとの疑惑を持たれつつもデルポイの神託の助言に従って再び王位に就き、それから19年間君臨した。ペロポネソス戦争に際して彼は紀元前421年のニキアスの和約締結に尽力した。政敵はなおもかつての失敗を責め、彼はそれに対してニキアスの和約の功績を主張して抗弁した。
紀元前421年、プレイストアナクスはアルカディアのパラシオスへと同地の親スパルタ派の求めに応じて軍を進め、パラシオスの宗主国のマンティネイアと戦って破り、パラシオスをマンティネイアから切り離して帰国した。
プレイストアナクスは紀元前409年に死去し、息子のパウサニアスが王位に就いた。

## 註
1. ↑  ディオドロス, XI. 79
2. ↑  トゥキュディデス, II. 21
3. ↑  プルタルコス, 「ペリクレス伝」, 22
4. ↑  トゥキュディデス, V. 16-19
5. ↑  ibid, V. 33